# Macapta psectrocera
Macapta psectrocera är en fjärilsart som beskrevs av George Francis Hampson 1910. Macapta psectrocera ingår i släktet Macapta och familjen nattflyn. Inga underarter finns listade i Catalogue of Life.